# Фантоцци берёт реванш
«Фантоцци берёт реванш» (итал. Fantozzi alla riscossa) — кинофильм. Сиквел фильма Фантоцци уходит на пенсию, седьмая часть декалогии.

## Сюжет
Пенсионера Фантоцци, всю жизнь работавшего бухгалтером, избирают присяжным. За свою честность он попадает в тюрьму и после выхода берёт уроки у господина Хулигана. После чего становится одним из самых уважаемых и влиятельных людей. Но судьба опять уготовила ему злую шутку…

## В ролях
| Актёр                  | Роль                                             |
| ---------------------- | ------------------------------------------------ |
| Паоло Виладжио         | Уго Фантоцци                                     |
| Милена Вукотич         | Пина, жена Фантоцци                              |
| Жижи Редер             | бухгалтер Филлини                                |
| Плинио Фернандо        | Марианджела, дочь Фантоцци/внучка Фантоцци Угина |
| Анна Маццамауро        | синьорина Сильвани                               |
| Пол Мюллер             | Мегадиректор                                     |
| Пьерфранческо Виладжио | мистер Хулиган                                   |